# Прозоровский, Борис Алексеевич
Борис Алексеевич Прозоровский (1891, Тифлис — 1937 или 1939) — российский композитор, автор эстрадных песен и романсов.

## Биография
Родился 30 июня 1891 года в Тифлисе в семье Алексея Алексеевича Прозоровского (1859—?), младшего врача 152 пехотного полка (впоследствии вольнопрактикующего специалиста по внутренним и детским болезням в Москве). Вскоре после его рождения отец оставил семью, и матери пришлось одной воспитывать сына.
Прозоровский стал врачом, как и его отец — то ли по семейной традиции, то ли из-за тяжёлого материального положения; учился он — то ли в Военно-медицинской академии в Петербурге, то ли на медицинском факультете Юрьевского университета.
Первый романс Прозоровского — «Экспромт», на стихи его друга Ю. Трейчке был издан в 1911 году с посвящением дочери известного издателя Николая Христиановича Давингофа. Несколько его романсов в 1916 году были опубликованы в сборнике «Песни любви и печали».
В Первую мировую войну Прозоровский служил военным врачом в лейб-гвардии Волынском полку. В 1917 году он оказался в Тифлисе в распоряжении Кавказского окружного военно-санитарного инспектора. Здесь он, в 1920 году, познакомился со студенткой тифлисской консерватории Тамарой Церетели, которой в это время было 19 лет и с которой началась их совместная концертная деятельность.
А. Менакер в своих воспоминаниях писал: 

В доме Полицеймако и Фиш на улице Пестеля я познакомился с Борисом Алексеевичем Прозоровским. Его нетрудно было уговорить сесть за пианино. Он пел удивительно проникновенно, с тонким вкусом. Именно в такой домашней обстановке услышал я только что написанный «Караван». Потом, когда я слышал Т. Церетели, исполнявшую его романсы, улавливал благородное и тонкое влияние Бориса Алексеевича!
В 1923 году Прозоровский перебрался в Москву, где с участием Прозоровского было создано творческое содружество «Павлиний хвост», в котором он стал заведовать музыкальной частью. Уже весной 1923 года состоялся первый авторский концерт Прозоровского в Малом зале Дома Союзов с участием Н. Обуховой, Е. Катульской, А. Матовой, В. Поповой, С. Юдина. Осенью 1923 года в Москву приехала Т. Церетели; её исполнение романсов Прозоровского получило всеобщее признание; начались их многочисленные и успешные гастроли по стране. В 1924 году Прозоровский написал романсы «Кольца», «Мне жаль черёмухи моей», «Мы только знакомы», «Янтари», «Смятый букет», «Вино в бокале», «Старый напев», «Газовая косынка» («Ты смотри, никому не рассказывай…»).
Прозоровский и Церетели получили приглашение на гастроли в Америку, Англию, Австралию на выгодных условиях, но. к сожалению, эти поездки остались неосуществленными.
В феврале 1925 года против Прозоровского было сфабриковано дело «о даче взятки за концерт». Он был арестован и выслан из Москвы с запретом на выступления в столице сроком на 3 года; помогли гастроли в Крыму и на Кавказе. В 1927 году фирма «Музпред» (позднее «Музтрест») произвела грамзапись лучших романсов Прозоровского в исполнении Церетели; ноты этих романсов были изданы огромными тиражами. в это время были написаны романсы «Корабли», «Я не вернусь», «Разрыв», «Снежинки», «Довольно…», «Старая сказка», «Две буквы», «Клавиши», «Огни заката».
Весной 1929 года в Ленинграде состоялась Всероссийская музыкальная конференция, на которой было окончательно решено запретить исполнение и издание жанра — романса, так как «наряду с религией, водкой и контрреволюционной агитацией музыка „этого типа“, заражая рабочего нездоровыми эмоциями, играет не последнюю роль в борьбе против социалистического переустройства общества».
Как композитор «мещанской музыки» и дворянин, в 1930 году Прозоровский был арестован осужден тройкой ОГПУ по 58-статье (10, 11) («контрреволюционная агитация») на 10 лет. Был отправлен на Беломорско-Балтийский канал. Здесь он работал врачом, что спасло его от гибели.
Вернувшись в Москву, Прозоровский узнал, что Тамара Церетели стала знаменитостью и выступает с другим аккомпаниатором — Зиновием Китаевым. Эта ситуация привела к появлению романса «Мы только знакомы». 17 апреля 1933 года Церетели в последний раз записала романсы Прозоровского (оригинальный «Ты смотри, никому не рассказывай» и обработки «Жигули» и «Не на сердце кольцо»). Прозоровский стал выступать с Даниилом Олениным, но вскоре Прозоровского снова арестовывают по обвинению в «моральном разложении армии и флота» и отправляют в Сибирь, в Хабаровский край.
31 июля 1937 года нарком внутренних дел Николай Ежов издал приказ: «Предписываю начальникам республиканских, краевых и областных УНКВД в течение 4 месяцев, с августа по ноябрь 1937 года, провести операцию по изъятию и репрессированию антисоветских и социально опасных элементов, которые содержатся в тюрьмах, лагерях, трудовых поселениях и колониях, а также членов их семей, способных к активным действиям». Были определены две категории наказания. Борис Прозоровский попал под первую — его расстреляли. По одним источникам Борис Прозоровский был расстрелян в 1937 году; по другим — тоже расстрел, но раньше; по третьим источникам Прозоровский умер в 1939 году.
В 1957 году Бориса Прозоровского посмертно реабилитировали «за отсутствием состава преступления».

## Романсы
- «Белая ночь, милая ночь», сл. Бориса Тимофеева
- «Вернись», сл. Владимира Ленского
- «Вам 19 лет», сл. Елизаветы Белогорской
- «Всё любовь, всё весна, всё цветы…», сл. Бориса Фельдмана
- «Всплески моря», сл. неизвестного автора
- «Газовая косынка», сл. Михаила Козырева
- «Довольно…», сл. Оскара Осенина
- «Если вянут розы», сл. И. Кремер и В. Д. Сатуриной
- «Жасмин», сл. В. Лозино-Лозинского
- «За окном черемуха колышется…», сл. Бориса Тимофеева
- «Кастаньеты», сл. М. Волошина
- «Караван», сл. Бориса Тимофеева
- «Кольца», сл. Н. Г. Бектабекова
- «Корабли», сл. Бориса Прозоровского
- «Клёны», с напева Т. Церетели
- «Левкои», сл. Василия Башкина
- «Летний сад», сл. Л. Л.
- «Мелколесье», сл. Сергея Есенина
- «Минареты», сл. Леонида Собинова
- «Младость», сл. Бориса Тимофеева
- «Мне жаль», сл. Петра Вейнберга
- «Мы оба лжём», сл. Бориса Н. Тимофеева
- «Мы только знакомы», сл. Льва Пеньковского
- «Нет, я вас не люблю», сл. Бориса Прозоровского (в издании 1928 г. ошибочно указано: «Сл. и муз. Б. А. Прозорова»
- «Огни заката», сл. Бориса Тимофеева
- «Осенняя элегия», сл. Бориса Фельдмана
- «Отчего я грущу», сл. Н. Каратыгиной
- «Плачет рояль», сл. Евгении Руссат
- «Последний аккорд», сл. В. Л. Л.
- «Прощай, мой табор!», сл. Виктора Маковского
- «Прощай ты, Новая деревня»
- «Сад мой, сад», слова М. Г. Б.
- «Скрипач», сл. Бориса Ковынева
- «Снежинки», сл. Оскара Осенина
- «Совсем чужие», сл. Бориса Тимофеева и Семёна Фруга
- «Стаканчики гранёные», сл. Григория Гридова
- «Старая сказка», сл. Михаила Гальперина
- «Так мало дней прошло», слова Григория Гридова
- «Угольки», сл. Н. Вильде
- «Цвела сирень», сл. Федорова
- «Черный флаг», сл. Сергея Городецкого
- «Четыре камня», сл. Бориса Прозоровского
- «Шелковый шнурок», сл. Константина Подревского
- «Я больная», с напева Т. Церетели
- «Я не вернусь!», сл. Сергея Касаткина
- «Я не могу тебя забыть», с напева Т. Церетели

и другие.